# Flores da Cunha
Flores da Cunha è un comune del Brasile nello Stato del Rio Grande do Sul, parte della mesoregione del Nordeste Rio-Grandense e della microregione di Caxias do Sul.

## Amministrazione

### Gemellaggi
- Sospirolo